# 不正乗車
不正乗車（ふせいじょうしゃ）とは、鉄道を初めとする旅客輸送の旅客が、その乗車において、定められた乗車券類を所持せずに運賃・料金の支払いを不正に免れようとする行為である。本記事ではバスやタクシーへの不正乗車のほか、車両ではないが航空機（旅客機）への不正搭乗についても記述する。

## 鉄道での不正乗車

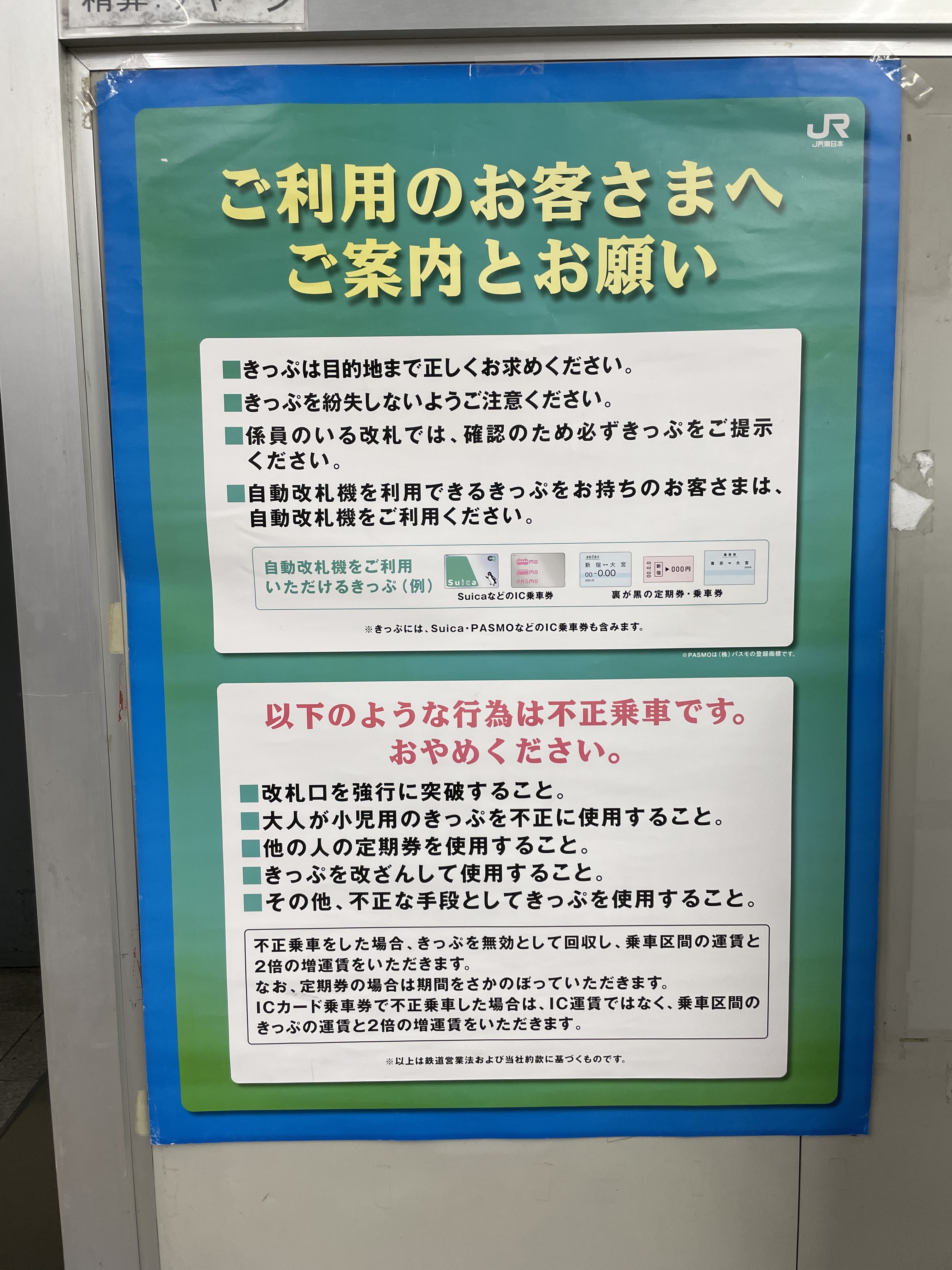
不正乗車の防止を呼びかける、東日本旅客鉄道（JR東日本）の張り紙

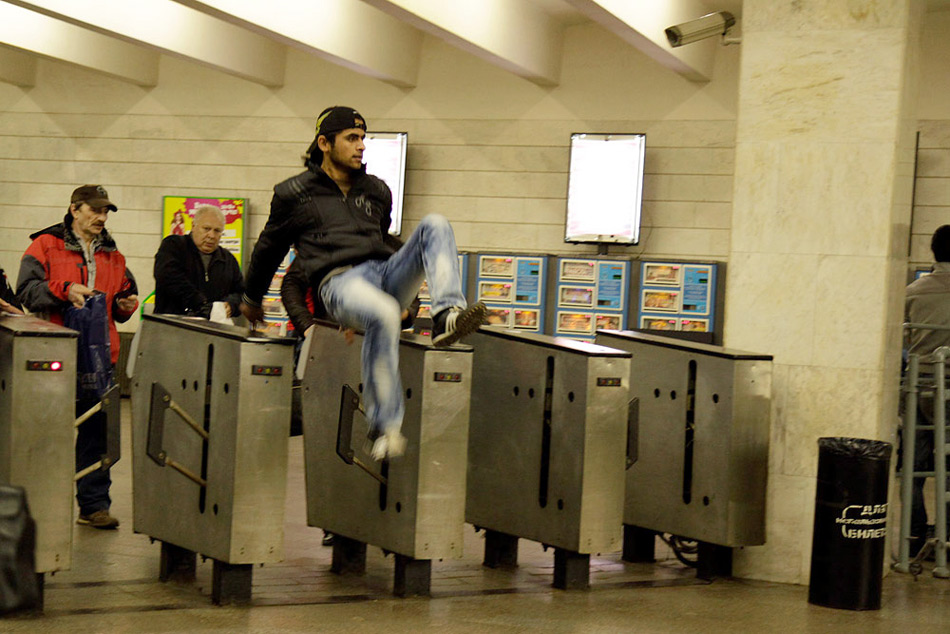
モスクワ地下鉄の駅で、自動改札を乗り越えて突破する人（2015年）

### 主な類型

#### 自動改札機の強行突破
自動改札機のゲートを押し通ったり、飛び越えたりする。

#### 中間無札
区間の連続しない2枚以上の乗車券類を使用して、その間（乗車券を持っていない）の区間を乗車した場合、これは不正乗車に当たる。これを中間無札と呼ぶ。敬老パスや福祉乗車証（後述）を併用する事例もみられる。
一般的にはキセル乗車と呼ばれることが多い。この意味の由来は、両端が金属、中央が竹でできているキセル（煙管）とかけて、「両端だけ金を使っている」ということに掛けている。これに対して、乗車券代節約など何らかの理由で、乗車券を乗車区間の途中で分割して2枚にした場合であっても、各々の乗車券の有効区間が連続していれば、不正乗車ではない。もし仮に各々の乗車券の有効区間の一部に重複箇所が存在しても、不正乗車とはされない。これらのように、2枚以上の乗車券を使用して乗車しても、不正乗車とは限らない。これと似た例として、フリー乗車区間が設定された乗車券のフリー乗車区間外から、そのフリー乗車区間の端の駅までの乗車券を別途購入した上で、フリー乗車区間内で下車した場合も、特別な条件が設定されていない限り、不正乗車ではない。
有料道路の不正通行と同様に、途中の駅で乗車券を交換し、乗車駅に近い駅で下車するという手法も不正乗車となる。

#### 経路外乗車
鉄道の運賃は実際に乗車した経路の通りに計算されることが原則であり、乗車券に表記のない経路に無断で乗車すると、不正乗車として乗車券が無効となる。区間外乗車とも呼ばれる。
ただし、大都市近郊区間（同一の大都市近郊区間内相互発着）や選択乗車、経路特定区間など、乗車券に表記のある経路以外に乗車可能な例外もあるほか、SuicaなどIC乗車カードにおいては最安運賃で自動計算する場合もある。

#### 折り返し乗車
いったん目的地と逆方向の駅に行って折り返し、そのまま目的地に行く行為である。折り返す区間の運賃を払わなければ特例（分岐駅を通過する列車に乗車する場合など）で認められている場合を除き、不正乗車となる。折返乗車をする理由としては、目的地までの区間外の駅にある駅ナカ施設へ行く、ラッシュ時に着席するために列車の始発駅あるいはその近くの乗客がまだ少ない駅まで行って折り返す、目的地や優等列車の通過駅から逆方向にある優等列車の停車駅に行って折り返し、本来乗る予定の列車を途中で通過して追い越し、目的地に早く到着したりするなどがある。
終着駅や始発駅手前駅の通勤定期券利用者（通学定期券は自宅と学校最寄駅から最短・最速・最安のいずれかに該当する区間しか買えないので伸ばすことが出来ない）はそこまでの定期券を所持していることが多いが、東急東横線横浜駅からの乗客が、朝ラッシュ時、馬車道駅やみなとみらい駅で折り返して渋谷駅方面へ向かう行為が指摘された例があり、横浜高速鉄道は啓発ポスター掲示や監視を行っている。

### 日本の鉄道における正当な乗車券の所持
日本の鉄道では利用者はICカードや乗車券を予め購入し、出発駅で改札処理を受け、到着駅で改札または集札処理を受けて駅の外に出る運賃収受方式が一般的である。日本の公共交通機関では信用乗車方式が採られている例は極めて少なく、乗り越し精算が認められていることが多い。これは、ヨーロッパなどで見られる懲罰的損害賠償を日本の最高裁判所が否定しているためである。路線バスや路面電車では降車時の支払いが多く、目的地までの乗車券を持っていなかったとしても到着地で精算すれば必ずしも不正乗車には当たらない。これらにおいて乗車地は乗車整理券で証明する形式で、コミュニティバスや中心街区間・大都市圏の路線バスでは一律料金も多い（100円バスなど）。

### 欧米の鉄道における正当な乗車券の所持

#### 信用乗車方式
ヨーロッパの鉄道では、車内改札に重点を置き、利用客は発券された切符に日付が印字されていなければ、予め駅等に備え付けられた刻印機で日付を刻印するシステムが一般的にとられている。ヨーロッパの鉄道では信用乗車方式が採用されており、乗車駅から降車駅までの正確な乗車券を購入することを義務付け、乗り越し精算を認めていない交通機関も多い。そのため降車駅までの正確な乗車券を提示できなければ不正乗車とみなされうる。また購入した切符への日付の打刻を忘れている場合も不正乗車とみなされることがある。

#### オーストリア
オーストリアの公共交通機関では改札口又は車内での乗車券への刻印が義務付けられており、検札員の確認時に誤った区間の乗車券を持っていると罰金が科せられる。

#### ロンドン地下鉄
ロンドン地下鉄では下車時の乗り越し精算の制度はなく確実に目的地までの乗車券を購入することとされており、乗り越すと罰金が科せられる仕組みとなっている。

### その他不正乗車となる類型

#### 偽造乗車券による不正乗車
有人改札では定期券をカラーコピーし、原券を払戻して使用していた事例がある。カラーコピーするとホログラムが浮かんだり、真っ黒または真っ白になったりする紙を鉄道事業者側が使用したことでカラーコピー使用は減ったが、金券ショップでは偽造券が混ざっていることがある。また、従業員・関係者が原紙を持出し、コピーして使用すると言う手口も発生している。2017年11月にはジャパンレールパスの偽造券を使用したオーストラリア人が逮捕された。2020年12月には青春18きっぷをパソコンで偽造して使用した国土交通省職員が逮捕されている。

#### 入場券等を利用した不正乗車
入場券や初乗り運賃で入場して列車に乗車し、目的駅で協力者と合流、協力者からその駅の入場券を受け取り出場するという不正乗車があり、一部では「MK」とも呼ばれている。この場合、不正乗車の協力者が目的地側におり、協力者と事前に申し合わせている。
2013年3月には日本旅行の幹部社員2人が静岡駅の東海道新幹線改札口で、出場することで特急券が無効となるのを防ぐために、迎えの者が事前に用意していた入場券を不正使用したとして静岡中央警察署に逮捕された（不起訴処分）。
コンサートや大規模イベントが開催される際、遠隔地からの来場者のためにファン仲間がこれを行う例がある。2017年11月には、AKB48グループのファンと主導者が遠隔地からの知人に対してそれぞれ不正乗車を幇助した容疑で逮捕されている。なお、ファン同士の会報誌にこういった不正乗車支援が掲載されている事例もあったという。
なお、有人改札の場合は詐欺罪、自動改札の場合は電子計算機使用詐欺罪となる。

#### 小児を利用した不正乗車
小児に該当しない者が小児であると偽って、小児運賃で乗車する行為も不正乗車にあたる。一部の鉄道事業者では券売機に中学生は大人運賃であると告知している会社もある。但し、障害者割引など、購入の手間や発券が煩雑なため、手帳提示の上で便宜上小児運賃で購入乗車するのは問題ない。但し、料金券は急行券を除き、障害者割引の対象外である為、小児料金では不正にあたる。

#### 他人名義・使用開始後の乗車券の貸与・譲渡
敬老パスや福祉乗車証を含め、記名式乗車券の場合、記名された人以外の人が使用すると不正乗車となる。ただし、持参人式を採用している株主優待乗車券（法人名義も多いため）や全線定期券等の貸与・譲渡は問題ない。
名古屋市が発売する敬老パスでは、IC化に伴って2017年3月から半年間の利用頻度を集計した際、半年間で40万円分以上使用した者が10人（うち50万円超の使用が2人）いたことから、第三者へ貸与・譲渡の可能性が疑われている。半年間で50万円利用は1日平均13回、最大2400回乗車したことになる。名古屋市の調査では1人平均の年間使用額と利用回数は210回の約5万円。その為、2022年からは利用区間拡大に合わせて年間730回（1日平均2回）に制限し、それ以上の使用は実費負担になる。
また、乗車券（青春18きっぷなどの、あらかじめ利用開始日を決めて購入するフリーきっぷを含む）を使用開始した後に、その乗車券を他人に譲渡することは、たとえ無記名乗車券であっても不正乗車となる。2019年には、福岡空港駅のJR九州サービスサポートの駅員が、拾得した1日乗車券を融通しあい不正に利用した事案が発生している。
埼玉県草加市在住の都庁前駅職員が80代障害者の母親名義の「都営交通無料乗車券」を使用により、電子計算機使用詐欺容疑で逮捕された。10年以上前から不正乗車を繰り返したとみて、警視庁蔵前警察署が捜査した。蔵前署によると17回乗車し、運賃計3360円を支払わなかった疑いがあり、2021年1月26日付の『朝日新聞』東京版で諭旨免職となったことが報道されている。
また2023年12月末には、夫名義のSuica定期乗車券を拝借使用した妻に対して没収と88万円の請求を課せられて、警察が出動する騒ぎも起きている

#### 車外での不正乗車
乗客が乗車できる部分は本来、客車の旅客乗用に供される部分に限られており、車両の屋根や外部側面など車外へのしがみつき、荷物車・乗務員室・貨物列車などに立ち入りも不正乗車となる。このような乗車は、運賃・料金の不正を禁ずる観点とは若干異なり、乗客の生命に危険が及ぶため禁止されている（鉄道営業法第33条など）。JR各社と東武鉄道は、乗務員室への不正な立入に関して、法律に反する行為であることを強調するなど、特に厳しい措置を取ることで知られている。
日本では第二次世界大戦直後の混乱期に一時見られ、日本国外でも一部の国で列車の屋根や側面にしがみ付く者が見られる。
2000年代に入ってからも発生例がある。例えば2002年には、停車駅で新快速電車の連結部外側面にしがみ付いて乗車し、通過する住吉駅で走行中の列車から飛び降り下車する乗客が確認されており、この乗客を鉄道営業法違反容疑で捜査したものの、消息が分からないまま1年の公訴時効が成立している。また、2011年には近江舞子駅で京都大学の学生らが停車中の貨物列車に無断で乗車する騒ぎがあり、やはり鉄道営業法違反や、業務妨害で取り調べを受けている。2012年には、男性が新快速電車の連結器部分にしがみ付き、御着駅で取り押さえられ鉄道営業法違反の現行犯で逮捕されている。また、2019年には、大阪府から福岡県に向かおうと貨物列車に乗った外国人が厳重注意を受けている。
なお、貨物車両への不正乗車などが常態化している国では列車事故の際に多数の死傷者が発生している。

#### 職務上の権限等を悪用した不正乗車
鉄道事業者および関連企業の従業員が職務乗車証を利用し、他事業者発行の磁気定期券の連続乗車ビットの機能を解除したり、ICカードの入場記録を自分や同僚に消去させたりする等、不正乗車を繰り返した例がある。
横浜市交通局では公私混同や不正乗車、又貸し、未返却が多発したほか、休職中の従業員にも発行するなど杜撰な管理体制が指摘されたため、2007年9月末日をもって職務乗車証および横浜市議会議員パスを廃止した。
2010年には各鉄道事業者で関係者による不正乗車が多数発覚した。そのほとんどは当事者の減給、自宅謹慎または出勤停止処分とされたが、場合によっては訓告、最悪の場合は懲戒解雇処分が下されている。無論、上長の監督責任も併せて問われることとなる。
JR西日本では車掌が特急列車内で私用で乗車した同僚や知人に対して特急料金を意図的に収受しなかったり、実乗区間よりも短い区間の自由席特急券を発売したりした事例もある。同様の事例はJR東日本でも起きており、2025年5月にはグリーンアテンダント11人が端末を不正に操作し、同僚や知人を料金収受せずに乗車させていたことが判明し、関与者を懲戒処分にするとともに、社長報酬の10％を1か月返上するなどとする処分を発表した。
JR東海では従業員が原紙を持出し、乗車券類を偽造使用すると言う手口も発生している。
2017年3月、大阪府警察の30歳の巡査長が警察手帳を提示して「捜査だ」と言って無賃乗車を繰り返していた。福知山線の特急列車内で飲酒後に寝込んで乗り過ごしたことで不審に思った車掌が通報して発覚した。なお、この巡査長は減給の懲戒処分を受けた他、150万円の運賃及び増運賃を請求された。
2019年、京王観光がマルスの発券業務を悪用した団体旅行の人数を誤魔化し、不足分は回数券を持たせ、入鋏印がなければ自社で払い戻すという不正乗車、横領が発覚。これは、修学旅行などの大口団体は改札係員も逐一数えない事を逆手に取った行為である。2月に業務停止処分を受け、4月19日にJRグループより正式に委託業務契約を解除された。同時に不正乗車額、約6000万円分の3倍に当たる約1億8000万円を請求した。

#### 無賃乗車
無賃乗車とは、金銭を支払わずに乗り物に乗車することである。
運転士目前以外を含めて列車のドアが全て開き、列車内での検札がなく、かつ駅が無人であり自動改札などが設置されていない場合、無人駅同士の移動に際して全く運賃を支払うことなく乗車することが論理的に可能となってしまう。該当する路線・区間としては、吾妻線、水戸線、鶴見線、青梅線（青梅駅〜奥多摩駅間）、黒磯駅以北の東北本線のワンマン運転区間などがある。これらの区間では「この列車の運転士は切符の発売及び精算を行いません。切符は目的地まで正しくお買い求め下さい」と自動放送で案内される。
なお前述の「キセル」とは両端区間のきっぷだけを購入し中間の運賃を支払わないことからこのように呼ばれるが、無人駅同士の移動などで1円たりとも運賃を払わなかった場合は、「無賃乗車」と呼ばれることが多い。
JR九州では無人駅を増やしたが、無賃乗車が横行しているという。人件費や自動改札機設置費用なども高額で、多少の取りこぼしは覚悟の上だが、車載IC端末も高額なコストがかかるので良心頼りになっている。行き過ぎた無人化・合理化は却って不正乗車を横行させる原因でもあり、小倉駅では170円区間の乗車券が1日300枚ほど売れているが西小倉駅で実際に回収されたのは1割。この為、小倉駅では170円券について自動券売機での発売を中止し、窓口発売に切り替えた。その後、回収率が5割程度まで回復したことから、券売機での発売再開している
東急池上線は上下別改札口が多く、自動改札機導入前は片側無人改札が多かったが、運賃は池上線内で最大200円程度、東急線内だけでも最大で500円程度で、他社相直もなく、大半は五反田駅や蒲田駅利用なのと、またどちらに駅員がいるかもわからないので無賃乗車は少なかった。
2023年11月14日、キプロス出身の緑髪のフィディアス・パナヨトゥがトイレに隠れ、仮病を使って逃げて料金未払いなどの無賃乗車を繰り返した上に動画サイトに掲載投稿したとして、JR九州が出した被害届が受理された。なお、この動画は規約により削除された。なお、この外人は宿泊してないホテルで無銭飲食したり、他の客から金の無心やたかりをしていたため、長崎県営バスの運転手は悪質と判断し、警察に突き出したが半日で釈放されている。

### 法的処置

#### 日本

##### 民事上の処置
鉄道営業法第18条および鉄道運輸規程第19条により、鉄道事業者は不正乗車をした者に対し、その乗車区間に相当する運賃とその2倍以内の増運賃（合計で3倍以内の額）を請求することが認められている。鉄道運輸規程の条文上は運賃とだけあるが、料金を含むものと解される。乗車駅不明の場合は列車の始発駅から、乗車車両不明の場合は最優等の車両に乗ったものとして計算する。
これに基づき、各事業者の運送約款（旅客営業規則等）において詳細な内容が定められている。JRの場合、増運賃の額は法令による上限である2倍で、料金についても準用される。また、定期券を使用した不正乗車は、往復普通運賃に定期券の効力発生日から不正発覚日までの日数を乗じた額を乗車区間に相当する運賃とみなす場合があるので、実際に不正乗車をしたのが発覚時のたった1回であっても、片道普通運賃の1,000倍以上の額を請求される場合もあり得る。本人に支払能力がない場合は、使用者責任に基づき、勤務先への損害賠償請求が行われる場合もある。その場合は、懲戒処分に加え、本人への損害賠償請求が勤務先より改めて行われることになる。
不正乗車に使用した切符や乗車カードは無効として回収される。よって、これらの切符について支払った額やカード残額での相殺は、不可能である。
通勤定期券を使用して不正乗車を行うと、刑事罰が適用されない場合であっても、民事上の処分により通勤手段を喪失することになる為、懲戒解雇や普通解雇の対象となる場合が少なくない。

##### 刑事上の処置
基本的には鉄道営業法（第29条）違反となるが、親告罪となっている（同法第30条の2）。2010年頃からは、有効な切符を所持しない者が入ることを禁じた場所へ入ったものとして軽犯罪法（第1条第32号）違反で警察が検挙する例が見られる。
常習の場合や悪質な場合は、逮捕もしくは書類送検・起訴されて裁判により刑事罰を受けることもある。鉄道営業法違反より重い詐欺罪や電子計算機使用詐欺罪、偽造有価証券行使等罪に問われることもある。通勤定期券を用いて不正乗車を行った場合は、雇用主に対する詐欺罪も同時に成立する可能性がある。ただし、現行の日本国刑法には利益窃盗が無く、罪に問われない不正乗車方法も存在する。

#### 欧米
欧米では不正乗車に対して割増賃金を定めている例もあるが、召喚状の送付や罰金を定めていることが多い。

##### 召喚状
ペナルティとして検札係が召喚状を作成し、裁判所を経由して対象者に送付し、異議がなければ罰金を支払い、異議があれば裁判となる制度を採用している交通機関がある。
- GOトランジット
- ロサンゼルス郡都市圏交通局

### 事業者等による対策

#### 日本
1994年（平成6年）9月、阪急電鉄が自社の定期券を対象に自動改札機で入場処理と出場処理を交互に行わなければ改札を通過できないようにするシステム「フェアライドシステム」を導入した。不正乗車で用いられる入場券の販売数を比較すると50,000枚近く減少するなど、かなりの成果を挙げた。これ以降、ストアードフェアシステムの導入による自動改札機の更新などにあわせて、これと同様のシステムの導入を進める事業者が増えた。また、入場から出場までの時間が規定時間を超えている場合、改札を通過できなくする事業者も増えている。

#### アメリカ合衆国
アメリカ合衆国の鉄道や路線バスは、特に大都市圏において不正乗車が多い。改札機ゲートの飛び越えを牽制するための改良や警告音横行（ワシントンメトロ）、罰金引き上げ（マサチューセッツ湾交通局）、警備の増員（ニューヨーク都市圏交通公社）といった対策を各事業者が導入している。

#### インドネシア
インドネシアの鉄道では、車両の屋根（ルーフ）上に乗る不正乗車行為（ルーフライダー）が後を絶たず、毎年、転落などにより多くの死傷者を出していた。このため、インドネシア鉄道会社は2011年、首都ジャカルタに乗り入れる路線の一部で、線路の上方からコンクリート球をぶらさげ、物理的にルーフライダーを除去する手法を採用。ルーフライダーを一掃した。加えて、日本から譲受した電車には冷房装置があり、ここから発せられる熱気によって無賃乗車が事実上不可能となり、ルーフライダーはほぼ自然消滅した。

#### ドイツ
ドイツの鉄道では、DB（ドイツ鉄道）などの公共交通機関では自動改札が設置されておらず、購入した切符を駅員の手や機械で切るという方式が採られている。そのため、いわゆる改札・自動改札が設置されていないが、列車内などでは定期的に検札官などによるチェックがなされ、無賃乗車（Schwarzfahrenと呼ばれる）・不正乗車が発覚すると原則40ユーロ(日本円で約6000円)の罰金が課される。この高額の罰金が抑止力となり、自動改札などがドイツ国内では導入されていない。。

## バスでの不正乗車
運賃箱に運賃を入れない、または正規運賃に満たない金額や遊戯施設のメダル等を意図的に運賃箱へ投入して降車する例や、偽造の回数乗車券・有効期限切れ定期乗車券を改竄して使用する事例もある。後払いの多区間制路線において、乗車後バスが進行し、整理券番号が変わったタイミングで他の乗客に紛れて整理券を不正に入手、またはICカードを改札機にタッチして正規運賃の支払いを免れるなど、鉄道以上に巧妙かつ悪質な事案が多数横行しており、仮に不正乗車を現認しても「接客態度が悪い」などの苦情を過度に恐れ、注意や増運賃の徴収もできずに黙認しているのが現状である。なお乗車時以外の整理券詐取を防ぐため、複数のバス事業者において、整理券を1枚取るごとにチャイムまたはブザーが鳴る仕組みを取っている。
また、途中乗降のある長距離バスのうち、下車時支払い、途中休憩があるタイプで、途中休憩時にバスに戻らず、支払いを逃れる例があった。実例として、東名高速道路本宿で「清水まで」と申告し乗車。運転手は東名静岡で交代する。そののち、本来下車するはずの清水を通り越して足柄での途中休憩で抜け出し、バスに戻らなかった例（本件では、清水-足柄が無賃乗車になる）が、旧国鉄バス、東名ハイウェイバスで見られた。現在は前払いもしくは運転手による乗車券確認が行われるように変更されている。
また、通常は運賃が足りなかったとか高額紙幣しか持ってなくお釣りが出せないなどによる場合は警察を呼ぶ事はないが、前述のフィディアスが諫早駅で下車しようとした際、お金がなく、他の乗客にたかり始めたので長崎県営バスの運転手は悪質と判断し、警察に突き出した。

## タクシーでの不正乗車
タクシーに乗車したものの、最終的には料金を支払わずに検挙される例がある。持ち合わせがない、足りないのでマンション自室から財布をとってくるなどと称して逃げる行為を「駕篭抜け」と俗称する。
長距離で被害額が大きい例としては、東京都大田区から青森市までタクシーを走らせ、28万円余りの運賃を支払うことなくタクシーを降りて逃走し、検挙された例がある。通常のタクシー会社では長距離の場合は事前に所持金を確認し、上司や運行管理者の承認を得てからの乗車が一般的である他、途中の給油所の関係もあり、一般的なLPガス車では長距離走行には対応していないので、ガソリン又は軽油の車種が主流の個人タクシーが多くなる。金持系ユーチューバーが東京〜姫路の乗車を実証実験したところ、運賃は20万円超で、前金で10万円を支払い、車種も限定されると放送している。

## 航空機での不正搭乗
小児運賃のほか、前述のように割引対象者を装うなどして購入した航空券を不正に使用したり、他人名義の航空券で搭乗りしたりする行為がある。この場合も不正搭乗となり、当該区間の最高額の運賃および料金と、その2倍相当額の請求となる。
また実際に他人名義の航空券を使って飛行機を利用し、私電磁的記録不正作出容疑で摘発された例もある。
さらに大韓民国やインドでは、航空機に不正搭乗して当局に摘発されたケースがある。